# Martinada
Una martinada és una idea política que neix de la paròdia i l'exageració i pretén passar per revolucionària. De curta durada i lligada als mitjans de comunicació, el terme va idear-se com a neologisme a partir de les declaracions periòdiques del periodista francès Richard Martineau i va expandir-se posteriorment. Es relaciona amb altres conceptes locals lligats a la hipèrbole, fruit de l'enfrontament ideològic entre partits i el paper dels mitjans en atiar les controvèrsies, ampliat amb les xarxes socials. En aquest sentit, una martinada (o les seves variants autòctones) pot emmarcar-se dins el populisme.